# Christopher Cheboiboch
Christopher Kangogo Cheboiboch (3 marzo 1977) è un ex maratoneta keniota.

## Biografia
Nel 2001 ha partecipato ai Mondiali di mezza maratona, classificandosi ottavo con un tempo di 1h01'14" e vincendo la medaglia d'argento a squadre. Nel 2003 ha partecipato ai Mondiali correndo la maratona, e ritirandosi a gara in corso.

## Palmarès
| Anno | Manifestazione             | Sede        | Evento      | Risultato | Prestazione | Note |
| ---- | -------------------------- | ----------- | ----------- | --------- | ----------- | ---- |
| 2001 | Mondiali di mezza maratona | Bristol     | Individuale | 8º        | 1h01'14"    |      |
| 2001 | Mondiali di mezza maratona | Bristol     | A squadre   | Argento   | 3h02'53"    |      |
| 2003 | Mondiali                   | Saint-Denis | Maratona    | dnf       | dnf         |      |

## Campionati nazionali
2000
- 27º ai campionati kenioti di corsa campestre - 38'03"

2003
- 27º ai campionati kenioti di corsa campestre - 37'30"

## Altre competizioni internazionali
1997
- Oro alla Mezza maratona di Prato ( Prato) - 1h01'43"
- Argento alla Palermo d'Inverno ( Palermo), 9 km - 24'41"
- Oro al Cross dei Lepini ( Priverno) - 29'52"

1998
- Argento alla Maratona di San Diego ( San Diego) - 2h10'53"
- Bronzo alla Mezza maratona di Prato ( Prato) - 1h01'53"
- Oro alla Maratonina di Primavera ( Merano) - 1h02'22"
- Oro alla Mezza maratona di Alessandria ( Alessandria) - 1h03'10"
- 5º alla Mezza maratona di Philadelphia ( Filadelfia) - 1h03'50"
- 5º al South Trust Running Festival ( St. Petersburg), 10 miglia - 47'59"
- Oro alla Vivicittà Genova ( Genova), 12 km - 35'07"
- 8º al Cross della Vallagarina ( Villa Lagarina) - 29'16"

1999
- 6º alla Maratona di Amsterdam ( Amsterdam) - 2h11'05"
- Bronzo alla Maratona di Los Angeles ( Los Angeles) - 2h13'49"
- Argento alla Mezza maratona di Amsterdam ( Amsterdam) - 1h01'11"
- Argento alla Discovery Kenya Half Marathon ( Eldoret) - 1h02'15"
- Bronzo alla Mezza maratona di Fairfield ( Fairfield) - 1h04'32"
- 12º alla Utica Boilermaker ( Utica), 15 km - 44'10"
- 7º al Nairobi International Crosscountry ( Nairobi) - 37'10"
- Argento ai Keiyo District Crosscountry Championships ( Iten) - 32'18"

2000
- 5º alla Maratona di Venezia ( Venezia) - 2h10'50"
- 5º alla Maratona di San Diego ( San Diego) - 2h15'45"
- 5º alla Maratona di Los Angeles ( Los Angeles) - 2h20'41"
- Oro alla Mezza maratona di Amsterdam ( Amsterdam) - 1h00'49"
- 4º alla San Blas Half Marathon ( Coamo) - 1h06'32"
- 5º al Fila Discovery Kenya Great Rift Valley Crosscountry ( Eldoret) - 37'32"

2001
- Oro alla Maratona di Nashville ( Nashville) - 2h13'28"
- 5º alla Mezza maratona di Lisbona ( Lisbona) - 1h00'45"
- Oro alla San Blas Half Marathon ( Coamo) - 1h04'21"
- 4º alla Dam tot Dam ( Zaandam), 10 miglia - 46'15"

2002
- Argento alla Maratona di Boston ( Boston) - 2h09'05"
- Argento alla Maratona di New York ( New York) - 2h08'17"
- 6º alla City-Pier-City Loop ( L'Aia) - 1h01'35"
- 4º alla Mezza maratona di Egmond aan Zee ( Egmond aan Zee) - 1h02'48"
- 12º alla Mezza maratona di Virginia Beach ( Virginia Beach) - 1h04'24"
- Bronzo alla 20 km di Alphen aan den Rijn ( Alphen aan den Rijn) - 58'54"
- 5º alla Crim Road Race ( Flint), 10 miglia - 47'34"

2003
- 5º alla Maratona di Boston ( Boston) - 2h12'45"
- Bronzo alla Maratona di New York ( New York) - 2h11'23"
- 5º alla Mezza maratona di Lisbona ( Lisbona) - 1h00'33"
- 4º alla Oni Portugal Half Marathon ( Lisbona) - 1h03'30"

2004
- 6º alla Maratona di New York ( New York) - 2h12'34"
- Oro alla Maratona di Lipsia ( Lipsia) - 2h10'16"
- Bronzo alla Mezza maratona di Berlino ( Berlino) - 1h01'23"
- 6º alla Discovery Kenya Half Marathon ( Eldoret) - 1h01'58"
- Oro alla City-Pier-City Loop ( L'Aia) - 1h02'41"
- 5º alla Mezza maratona di Virginia Beach ( Virginia Beach) - 1h03'32"

2005
- 15º alla Maratona di New York ( New York) - 2h15'34"
- 5º alla Maratona di Rotterdam ( Rotterdam) - 2h10'13"
- Oro alla Maratona di San Diego ( San Diego) - 2h09'13"
- 4º alla City-Pier-City Loop ( L'Aia) - 1h01'51"
- 6º alla Mezza maratona di Virginia Beach ( Virginia Beach) - 1h02'36"
- 4º alla Mezza maratona di Philadelphia ( Filadelfia) - 1h02'45"
- 10º alla Mezza maratona di Parigi ( Parigi) - 1h03'41"
- 11º alla World's Best 10 km ( San Juan) - 29'25"

2006
- 7º alla Maratona di Rotterdam ( Rotterdam) - 2h09'41"
- 4º alla Maratona di Mumbai ( Mumbai) - 2h13'58"
- 7º alla Maratona di San Diego ( San Diego) - 2h14'10"
- 5º alla Standard Chartered Nairobi Marathon ( Nairobi) - 2h14'55"
- 12º alla Mezza maratona di Philadelphia ( Filadelfia) - 1h03'20"

2007
- 6º alla Maratona di Chicago ( Chicago) - 2h17'17"
- Argento alla Maratona di San Diego ( San Diego) - 2h10'58"
- Oro alla Maratona di Las Vegas ( Las Vegas) - 2h16'49"

2008
- 7º alla Maratona di Boston ( Boston) - 2h14'47"
- 12º alla Maratona di Chicago ( Chicago) - 2h23'22"

2009
- 19º alla Maratona di Francoforte ( Francoforte sul Meno) - 2h13'48"
- 7º alla Maratona di Enschede ( Enschede) - 2h16'34"

2010
- 7º alla Maratona di Varsavia ( Varsavia) - 2h19'45"